# Konkollega
Konkollega er en sammenstilling af ordene konkurrent og kollega. 
Et konkollegaskab er et professionelt samarbejde mellem to mennesker eller firmaer, der kan betragtes som konkurrenter, men som vælger at betragte sig mere som kollegaer uden at glemme konkurrenceincitamentet.